# Élő Csenge Enikő
Élő Csenge Enikő (Sopron, 1992 – ) magyar költő, író, vallástörténész, kreatívírás-tanár. Anyja Kocsis Éva Zsuzsanna, apja Élő Tamás, mostohaapja György Antal Ferenc.

## Életrajz
Sopronban nőtt fel, általános iskolai tanulmányait a soproni Hunyadi János Evangélikus Általános Iskolában végezte. Iskolás éveit a színpadi szereplés határozta meg, tánc, ének és vers-és prózamondó versenyekre jár, többször nyerte meg a Soproni városi Ki mit Tudot, színjátszó tanára Bartokos Tamás volt. 
Az előadóművészet mellett egyre jobban kezdte érdekelni a hittan, a teológia, tanára Vecsey Katalin (lánykori nevén Jakab Katalin) református lelkész hatására, végül saját elhatározásából megkeresztelkedett. A Vas-és Villamosipari Szakképző Iskola és Gimnáziumban érettségizett. 
A középiskolás évek alatt az énekléssel foglalkozott legaktívabban, szólista volt a gimnázium zenekarában és több zenei formációnak is az énekese volt. Számos díjat nyert az évente Győrben megrendezett Kisfaludy Napokon könnyűzenei és népdal kategóriában (2006-tól 2011-ig bezárólag).
Érettségi után OKJ-s szakmát szerzett rendezvényszervezésből és protokoll ügyintézésből, majd a Károli Gáspár Református Egyetem Bölcsésztudományi Karán szabad bölcsészetet tanult.
2017-ben szerezte meg alapszakos oklevelét, majd 2020-ban mesterszakos diplomáját vallástörténetből.
2021-ben kezdte doktori tanulmányait az Eötvös Loránd Tudományegyetem Bölcsészettudományi Karának Doktori Iskolájában Antik és középkori filozófia programon.

## Munkássága
A slam poetry műfajával 2014-ben ismerkedett meg, a 2015-ös Slam Poetry Országos Egyéni Bajnokság döntőjében 8. helyen végzett. 2016-ban szintén döntős volt egyéniben, majd 2017-ben az Országos Team Slam Bajnokság döntőjében 4. helyen végzett (a Nem volt Jobb formáció tagjaként).
Szépirodalommal 2016-ban kezdett el komolyabban foglalkozni, ekkor jelent meg első verspublikációja a Helikon folyóiratban. 2016-tól 2018-ig párhuzamosan írt szépirodalmi és slam poetry műveket, részt vett slam versenyeken, végül 2018 nyarára teljesen elfordult a slam poetry műfajától és kizárólag a szépirodalommal kezdett foglalkozni.
2017 telén lépett be a Fiatal Írók Szövetségében 2018 tavaszán pedig az egykori József Attila kör tagjai közé választották. 2021-ben Móricz Zsigmond Irodalmi Alkotói Ösztöndíjat nyert, 2022-ben Ferencvárosi József Attila Irodalmi támogatást.
2018 óta vezet kreatív írás workshopokat és nyári táborokat (People Team, PIM Kapolcska-program) általános és középiskolás fiatalok számára, alapítója és vezető tanára a FISZ JUNIOR programnak, tanító társa Kazsimér Soma.

## Publikációi
- Kétéltű (vers)[1]
- Egyszemélyes altató, Rezümé[2]
- bontás. (vers)[3]
- #annyirajóvoltál (kritika)[4]
- láttalak a Kálvinon (vers)[5]
- félúton (vers)[6]
- #metoo (tudósítás)[7]
- Szövegrutin[8]
- B2+P2= (tudósítás)[9]
- SZINTLéPéS[10]
- Zajom (vers)[11]
- Tinta Slam Szessön[12]
- Praktika (vers)[13]
- A központozás hiánya (tudósítás), Litera.hu, 2018.09.02[14]
- A távolodás fizikája (vers), Ambroozia, 2018.10.20[15]
- elvirágzás, nyolc szoba (versek)[16]
- félúton, Praktika (versek, másodközlés), Soproni Füzetek antológia, 2019.01.04.[17]
- Keringés, Már meg kellett volna halnia (novellák), SzIFONline.hu, 2019. 01.22.[18]
- Interjú Kali Ágnessel, Litera.hu, 2019.01.31.[19]
- Snitt (novella), JCDecaux[20]
- elhajtás, visszafoglalt testrészek, fehér marad (versek), Élet és Irodalom, LXIII. évfolyam, 26. szám, 2019. június 28.[21]
- menetel (vers)[22]
- Kéreghántás (novella), Ambroozia, 2019/3, augusztus 24.[23]
- Közelebbről kezdeni (vers), f21.hu, 2019. 09. 02.[24]
- Nothing else matters (novella)[25]
- Nem fiú, Épp vasárnap (versek), Tiszatáj Online, 2019.11.04.[26]
- Csillagközi szippantó (beszámoló), Litera.hu, 2020. 01. 03.[27]
- Nálunk senki, folyamatos jövő (versek), Irodalmi szemle, 2020. 01. 18.[28]
- Karám, Szársomlyó, helyetted neked (versek), Élet és Irodalom, LXIV. évfolyam, 4. szám, 2020. január 24.[29]
- Minden este (novella), Látó szépirodalmi folyóirat, 2020. februári szám[30]
- Nálunk senki (vers, másodközlés), Lehetnék bárki[31]
- Kilégzés (novella), Tiszatáj Online, 2020. 06. 19.[32]
- Medvecukor (novella)[33]
- Felgöngyölítés (vers), Negyed, 2020/3.[34]
- még egy napig (vers), Kulter, 2021. 02. 10.[35]
- Nálunk senki (vers), Barátom, aki voltál (antológia)[36]
- a halhatatlanok (vers), Kulter[37]
- menetel (vers)[38]
- Kapolcska kötet, (szerkesztő) antológia a Kapolcska 2020 tábor résztvevőinek szövegeiből, 2021 szeptember[39]
- balszélső (vers), Apokrif, online megjelenés, 2021. 09. 29.[40]
- most nem (vers)[41]
- kimarad (vers)[42]
- 422. zsoltár (vers), Irodalmi Szemle, 2022. 09. 08.[43]
- régen (vers), Kulter.hu, 2022. 10. 01.[44]
- Felhajtóerő (szerkesztő), a Jelenkor kiadó és a Vates közös antológiája
- Álmomban megmutattam a tenger; Álmomban fekete víz csorog (vers)[45]
- nem oda (vers)[46][47]
- Hétfőn írtam egy táviratot (vers), F21 – A fiatalság százada, 2023. 07. 06.[48]
- 6/1; Álmomban csigaalakú daganatom volt (vers), Élet és Irodalom, VERS – LXVII. évfolyam, 42. szám, 2023. október 20.[49]
- vallomás egy fiúnak, aki véletlenül kiverte a fogam egy sörösüveggel tizedikben (vers), Tiszatáj Online, 2023. november 5,[50]

### Verseskötetei
Apám országa; Scolar Kiadó, Budapest, 2024

### Antológiák
- Nothing else matters, in: Így Nőttem, Pagony, Tilos az Á! Könyvek, 2019
- Nálunk senki, in: Lehetnék bárki., Szerk. Péczely Dóra, Tilos az Á! Könyvek, Budapest, 2020
- Nálunk senki, in: Barátom, aki voltál, szerk. Becz Zoltán, Mucsi Zoltán, Vecsei H. Miklós, Pocket Könyvek, 2021
- menetel, in: Bebábozódás után, Pocket Könyvek, 2021

## Díjak
| Év   | Díj elnevezése                                  | Elért eredmény                  |
| ---- | ----------------------------------------------- | ------------------------------- |
| 2015 | XXXII. Országos Tudományos Diákköri Konferencia | Filozófia tagozat Különdíj      |
| 2015 | Országos Slam Poetry Egyéni Bajnokság           | Döntő 8. helyezés               |
| 2019 | Álljon meg egy novellára!                       | Legjobb 20 szerző közé kiemelve |
| 2021 | Móricz Zsigmond Irodalmi Alkotói Ösztöndíj      | Díj elnyerése                   |
| 2022 | Ferencvárosi József Attila Irodalmi Támogatás   | Díj elnyerése                   |